# Mahadrodroka
Mahadrodroka is een plaats en commune in het noorden van Madagaskar, behorend tot het district Analalava, dat gelegen is in de regio Sofia. Tijdens een volkstelling in 2001 telde de plaats 6.776 inwoners.
Bij de plaats bevindt zich een rivierhaven. De plaats biedt enkel lager onderwijs aan. 65 % van de bevolking werkt als landbouwer en 30 % verdient zijn brood als visser. Het belangrijkste landbouwproduct is rijst; andere belangrijke producten zijn bananen en maniok. Verder is 5% actief in de dienstensector.